# Эль-Асусуль

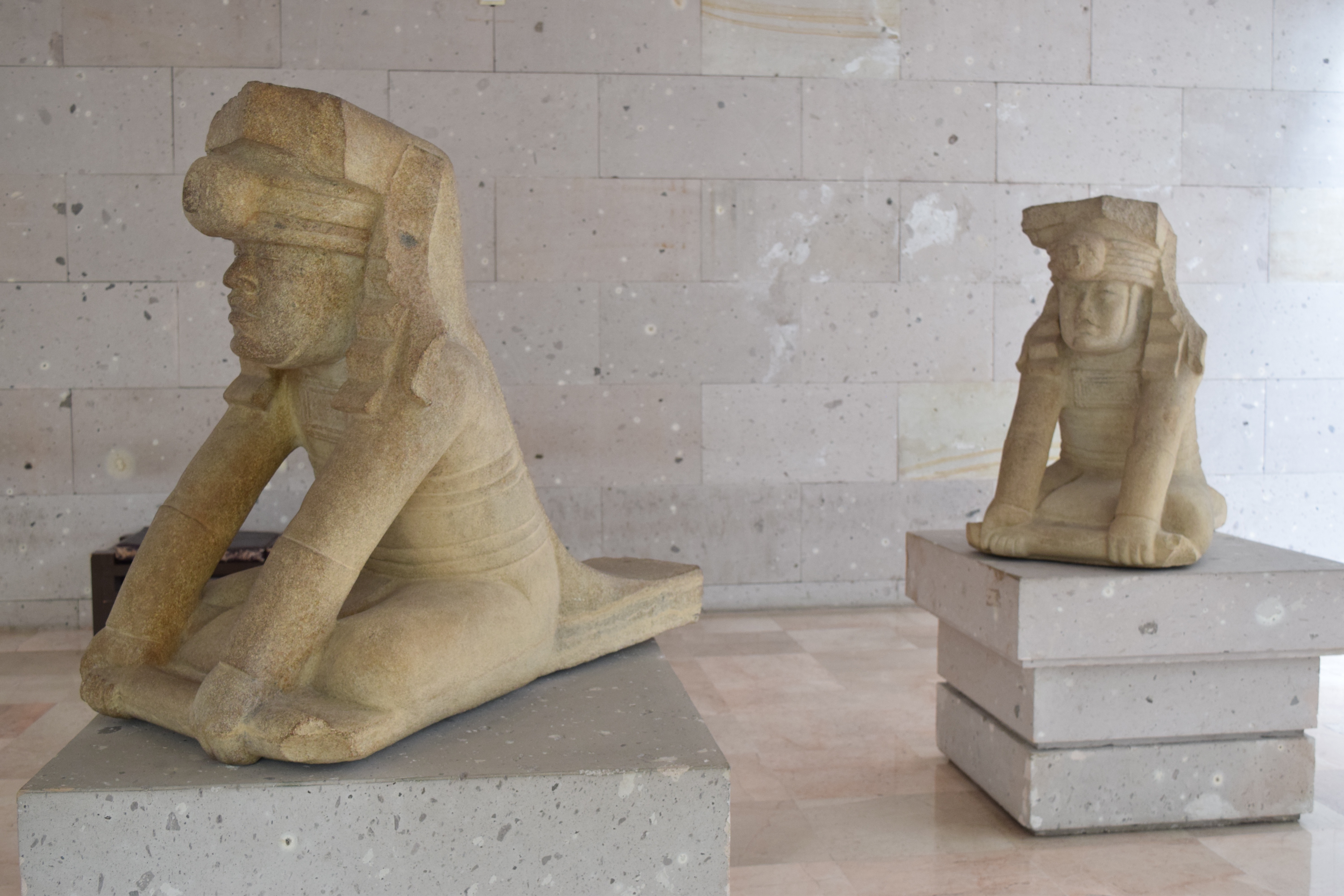
Статуи «близнецов» в Эль-Асусуль

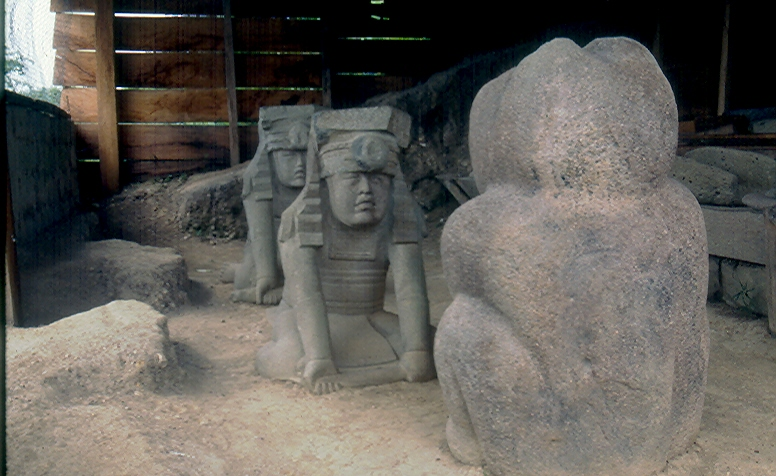
Статуи в месте открытия. Вскоре после обнаружения их перевезли в музей в Шалапе

Эль-Асусуль (исп. El Azuzul) — археологический памятник культуры ольмеков на территории мексиканского штата Веракрус, в нескольких километрах от Сан-Лоренсо-Теночтитлана. Памятник датируется примерно 1100—800 годами до н. э. Название El Azuzul происходит от ближайшего ранчо. В свою очередь, памятник входит в состав археологического комплекса исп. Loma del Zapote.

## Монументальное искусство
В Эль-Асусуль, с южной стороны пирамиды, обнаружены две резных каменных статуи доклассического периода. В настоящее время статуи хранятся в антропологическом музее города Шалапа.
Статуи представляют собой две человеческих фигуры в почти идентичных сидячих позах. По мнению некоторых исследователей, эти «близнецы» — прототипы Шбаланке и Хунахпу, героев-близнецов из эпоса «Пополь-Вух», Украшения на их головах были позднее намеренно испорчены.
Рядом с человеческими статуями обнаружены две статуи животных, напоминающих ягуаров, высотой 120 и 160 см соответственно.